# Unreal Tournament 3
Unreal Tournament 3 (ehemals Unreal Tournament 2007), auch UT3 ist ein futuristischer Ego-Shooter, der vierte Teil der Tournament-Reihe der Unreal-Spieleserie und direkter Nachfolger von Unreal Tournament 2004. Das Spiel wurde von Epic Games entwickelt und erschien am 12. November 2007 für Windows. Die Version für die PlayStation 3 erschien in den USA bereits im Dezember 2007. Eine europäische Version folgte im Februar 2008. Eine Version für die Xbox 360 erschien am 4. Juli 2008. Die Veröffentlichung im Rest der Welt erfolgte dann am 7. Juli 2008. Ursprünglich war auch eine Linux-Version angedacht, im Dezember 2010 verkündete der Entwickler jedoch, dass diese nicht erscheinen werde. Damit ist Unreal Tournament 3 der erste Titel der Reihe, der nicht für Linux herausgebracht wurde. Seit 2007 ist ebenso eine Version für Macintosh angekündigt, die jedoch bislang nicht veröffentlicht worden ist. Das Spiel verwendet die Unreal Engine 3 und läuft damit unter verschiedenen Plattformen und Betriebssystemen.

## Spielprinzip
Neben der Engine wurden auch die Spielmodi geändert. Die Modi Assault, Bombing Run, Double Domination, Invasion, Last Man Standing und Mutant wurden gestrichen und Onslaught durch den neuen Modus Kriegsführung ersetzt. Neu hinzugekommen ist außerdem Duell.
- Deathmatch
- Team Deathmatch
- Capture the Flag
- Duell
- Kriegsführung (englisch Warfare): Im Kriegsführung-Modus muss, ähnlich wie in dem UT2004-Spielmodus Onslaught, ein Netz von sogenannten Power-Knoten aufgebaut werden und ein Power-Kern in der gegnerischen Basis zerstört werden. Vereinzelt sind wie in dem Spielmodus Assault kleine Missionen verfügbar, die dabei helfen sollen oder müssen (ein Beispiel dafür wäre, dass durch das Halten eines bestimmten Power-Knotens über eine bestimmte Zeit der gegnerische Power-Kern unter Wasser gesetzt werden kann). In der Basis jeder Mannschaft gibt es die Kugel, die einen Power-Knoten sofort einnimmt, wenn man sie hinträgt (Nutzung von Fahrzeugen ist nur eingeschränkt möglich). Eine beim Tod eines Spielers fallen gelassene Kugel kann von der anderen Mannschaft nur durch einen Selbstmord wieder in die Basis ihrer Besitzer gebracht werden.
- Fahrzeug CTF: Wie Capture the Flag, jedoch mit Fahrzeugen (Ohne Translocator – mit Hoverboard).

Neben dem Multiplayer-Modus gibt es auch eine Singleplayer-Kampagne, die ähnlich wie in Unreal Tournament 2004 aus einzelnen Gefechten mit Bots und gelegentlichen Videosequenzen besteht.
Im Vergleich zu Unreal Tournament 2004 gibt es keine neuen Waffen, jedoch wurden die alten modifiziert. An verschiedenen Stellen wurden Elemente aus früheren Unreal-Spielen wieder aufgenommen: So verfügt der Raketenwerfer nun (wie schon in Unreal Tournament) über die Fähigkeit, seine Raketen als Granaten zu verwenden. Die Shieldgun wurde durch den Impact Hammer und die Minigun durch die Stinger-Minigun ersetzt, die Lightning-Gun hingegen gestrichen.
Des Weiteren können Spieler – abhängig vom aktuellen Spielmodus – mit dem aus älteren Unreal-Spielen bekannten Translocator (einer Art Teleporter) oder mit dem neu hinzugekommenen Hoverboard (einer Art futuristisches Skateboard) größere Distanzen schneller überwinden. Beide Gegenstände verhindern aber eine gleichzeitige Benutzung anderer Waffensysteme.
Bei den Power-ups handelt es sich um verschiedene Boni, die genau wie Waffen und Munition aufgesammelt werden müssen. Je nach Typ werden diese automatisch angewandt, wirken über einen bestimmten Zeitraum oder lassen sich wie normale Waffen gezielt aktivieren. Sie erhöhen entweder die eigene Widerstandskraft, verdoppeln den verursachten Schaden oder gewähren begrenzte Spezialfähigkeiten, wie beispielsweise eine gewisse Anzahl höherer Sprünge.
Alle aus dem Vorgänger bekannten Fahrzeuge wurden übernommen, aber modifiziert.
Zusätzlich finden sich auf verschiedenen Karten unterschiedliche stationäre Geschütztürme, die sich teilweise in geringem Umfang auf vorgegebenen Schienen bewegen lassen.

## Fassungen
Die Originalfassung erschien in Österreich und der Schweiz mit einer PEGI-Einstufung von 18+. Sie ist in Deutschland durch die BPjM indiziert.
In Deutschland ist nur eine entschärfte Fassung mit einer Altersfreigabe ab 16 Jahren erhältlich, in der sämtliche Blut- und Splatter-Effekte entfernt wurden. Bemerkenswert ist, dass dies nur auf das eigentliche Spiel zutrifft, während in den Zwischensequenzen die Darstellung von Blut u. ä. unverändert beibehalten wurde.

## Rezeption
Die Spieleplattform Gamona bewertete: „Stagnation auf höchstem Niveau: Technisch brillant, lässt die furiose Actionballerei echte Neuerungen schmerzlich vermissen“ und für die Konsolenversion „Gelungene Konsolenumsetzung des Online-Shooter-Krachers. Wer auf actionreiche Mehrspielergefechte steht, sollte hier unbedingt zugreifen!“. GameStar urteilte „Wie immer, aber schöner, schneller, actionreicher.“